# Ivan Kukoč
Ivan Kukoč, hrvaški general, * 9. marec 1918, † 25. januar 2005.

## Življenjepis
Leta 1935 je postal član KPJ. Med vojno je bil politični komisar več enot.
Po vojni je bil med drugim načelnik Uprave vojaške industrije, pomočnik državnega sekretarja za narodno obrambo, član Konference ZKJ v JLA,...